# Jürgen Wittstock
Paul Jürgen Wittstock (* 1944 in Wiesbaden; † 20. Oktober 2012 in Marburg) war ein deutscher Kunsthistoriker und Museumsleiter.

## Leben
Jürgen Wittstock absolvierte ein Studium der Kunstgeschichte und war danach zunächst ab Sommer 1973 für zwei Jahre als „Stipendiat der Freien und Hansestadt Hamburg“ am Zentralinstitut für Kunstgeschichte in München. 1975 begann er seine Museumstätigkeit, die ihn an das Museum für Kunst und Kulturgeschichte in Lübeck führte. Im selben Jahr promovierte er an der Universität Hamburg zum Dr. phil. mit der Dissertation „Geschichte der deutschen und skandinavischen Thorvaldsen-Rezeption bis zur Jahresmitte 1819“. 1980 kam der Wechsel nach Bremen, wo er am Focke-Museum als stellvertretender Museumsdirektor tätig wurde.
1986 folgte die Berufung zum Direktor des Museums für Kunst und Kulturgeschichte der Philipps-Universität Marburg. Die Leitung des Marburger Universitätsmuseums hatte er inne bis zu seinem Ruhestand am 1. Juli 2007. Sein wissenschaftliches Interesse galt einem breiten Spektrum, das von mittelalterlichen Pilgerzeichen bis zur Kunst der Gegenwart reichte. Die Sammlung des Universitätsmuseums konnte er durch Zukäufe zeitgenössischer Kunst geschickt erweitern.
Wittstock war in Marburg Kurator zahlreicher Ausstellungen, darunter zwei im Jahr 2002, die für Marburger Verhältnisse phänomenale Publikumserfolge wurden. Die Ausstellungen „Carl Bantzer – Aufbruch und Tradition“ sowie „Otto Ubbelohde – Kunst und Lebensreform um 1900“ machten das Jahr 2002 zum wohl erfolgreichsten in der Geschichte des Museums.
Dass der Philipps-Universität die Privatsammlung der Unternehmerin (Marburger Tapetenfabrik) und Designerin Hilde Eitel (1915–2010) seit 2010 als Dauerleihgabe zur Verfügung steht, ist ein Verdienst des Kunsthistorikers, der bereits 1995 im Hintergrund mit der Stifterin und den Erben verhandelt hatte. Die Sammlung beinhaltet Gemälde, Grafiken, Zeichnungen und Plastiken von Künstlern wie Josef Albers, Jean Dubuffet, Yves Klein, Ernst Wilhelm Nay oder Niki de Saint Phalle. Einige diese Werke waren erstmals 2017 in der Ausstellung „Abenteuer der Kunst – Sammlung Hilde Eitel #1“ im Marburger Landgrafenschloss zu sehen.
Wittstock war Initiator, Mitgründer und Vorstandsmitglied des Fördervereins Freunde des Marburger Universitätsmuseums e. V. 1994 war er Preisträger des vom Landkreis Marburg-Biedenkopf gestifteten Otto-Ubbelohde-Preises.
Der Kunsthistoriker verstarb nach langer und schwerer Krankheit im Alter von 68 Jahren.
Eine vom Ehepaar Lena und Jürgen Wittstock angelegte, 55 Objekte umfassende Sammlung französischer Fayencen, wurde 2014 dem Leipziger Grassimuseum als Schenkung überlassen.

## Schriften (Auswahl)
- Geschichte der deutschen und skandinavischen Thorvaldsen-Rezeption bis zur Jahresmitte 1819. Lübeck, 1975 (= Hochschulschrift, Hamburg, Univ., Diss., 1975).
- Zur Voraussetzung und zur Entwicklung des Reliefstils bei Thorvaldsen. In: Bertel Thorvaldsen (1770–1844) – ein dänischer Bildhauer in Rom. Zur Ausstellung in der Kunsthalle in Köln, 1977, In: Kunstchronik. Zentralinstitut für Kunstgeschichte. Band 30, 1977, ZDB-ID 3285-2, S. 39–48.
- Walther Kunau. St.-Annen-Museum Lübeck, 24. April – 30. Mai 1977. (= Kunst und Künstler in Lübeck; 4) Museum für Kunst und Kulturgeschichte, Lübeck 1977.
- Lübecker Grafik der zwanziger Jahre – Albert Aereboe, Erich Dummer, Asmus Jessen, Alfred Mahlau, Hans Peters, Waldemar Rosatis, Leopold Thieme. (= Kunst und Künstler in Lübeck; 6) Museum im St.-Annen-Kloster, Museum für Kunst und Kulturgeschichte, Lübeck 1978.
- Bremen im Schutz seiner Deiche. Begleitheft zur Sonderausstellung des Bremer Landesmuseums. Landesmuseum, Bremen 1980.
- [Hrsg.]: Kirchliche Kunst des Mittelalters und der Reformationszeit. Die Sammlung im St.-Annen-Museum (= Lübecker Museumskataloge, Band 1), Museum für Kunst und Kulturgeschichte, Lübeck 1981, ISBN 3-9800517-0-6.
- mit Hans Scheidulin, Werner Kloos: Alte Kirchen in und um Bremen. Kunstschätze im Weserraum. Schünemann, Bremen 1982, ISBN 3-7961-1735-X.
- Aus dem Alltag der mittelalterlichen Stadt. Handbuch zur Sonderausstellung vom 5. Dezember 1982 bis 24. April 1983 im Bremer Landesmuseum für Kunst- und Kulturgeschichte (Focke-Museum).
- Ein Hauch von Eleganz. 200 Jahre Mode in Bremen. Handbuch zur Sonderausstellung vom 7. Oktober 1984 bis 3. Februar 1985 im Bremer Landesmuseum für Kunst- und Kulturgeschichte (Focke-Museum).
- Bilder aus oberhessischen Dörfern. Zeichnungen und Aquarelle des Marburger Orientalisten Ferdinand Justi 1837–1907. Katalog zur Sonderausstellung 1987, Marburger Universitätsmuseum, 1987, ISBN 3-925430-08-3.
- mit Cornelia Herrmann, Rainer Zimmermann: Visionen der Wirklichkeit. Grafik des Expressiven Realismus aus der Sammlung Zimmermann. Marburger Universitätsmuseum, 1995, ISBN 3-925430-26-1.
- Der Bremer Pilgerzeichen-Fund. In: Klaus Herbers, Robert Plötz (Hrsg.): Der Jakobuskult in „Kunst“ und „Literatur“ – Zeugnisse in Bild, Monument, Schrift und Ton. Gunter Narr Verlag, Tübingen 1998, ISBN 978-3-8233-4009-6, S. 85–107 (Google Books).
- mit Cornelia Herrmann: Die Stiftung Expressiver Realismus im Marburger Universitätsmuseum. Sparkassen-Kulturstiftung Hessen-Thüringen. Marburger Universitätsmuseum, 2000, ISBN 3-925430-39-3.
- mit Bernd Küster: Carl Bantzer (1857–1941). Aufbruch und Tradition. Donat Verlag, Bremen 2002 / 2. korrigierte und erw. Aufl., Bremen 2003. ISBN 3-934836-61-5.
- Bunte Kannen – Bunte Schüsseln – Marburger Töpferei des 19. Jahrhunderts. Marburger Universitätsmuseum, 2005, ISBN 3-925430-45-8.
- (Hrsg.): Elisabeth in Marburg. Der Dienst am Kranken. Eine Ausstellung des Universitätsmuseums für Kunst und Kulturgeschichte Marburg. Landgrafenschloss Marburg. Universitätsmuseum, Marburg 2007, ISBN 3-925430-49-0.